# Maigret et les Braves Gens
Maigret et les Braves Gens est un roman policier de Georges Simenon publié en 1962. Il fait partie de la série des Maigret. Son écriture s'est déroulée entre les 5 et 11 septembre 1961.

## Résumé
Tandis que Francine Josselin et sa fille sont au théâtre, René Josselin passe calmement la soirée dans son appartement avec son gendre pédiatre. Un coup de téléphone appelle le médecin au chevet d'un malade. En fait, il ne trouvera pas de malade à l'adresse qui lui a été donnée : on a simplement voulu l'éloigner de son beau-père. Lorsque les deux femmes rentrent du théâtre, elles trouvent Josselin tué de deux balles de revolver. 
Maigret acquiert la certitude que l'assassin est un familier des Josselin : il connaissait en effet l'emplacement du revolver de la victime et l'existence d'une chambre de bonne où il pourrait passer tranquillement la nuit. L'enquête est néanmoins très délicate : dans ce milieu bourgeois où évoluent des gens d'une honnêteté irréprochable, rien ne prédisposait à un tel drame. La victime, un retraité paisible, était aimée de tout son entourage. 
Cependant, Maigret soupçonne rapidement ces « braves gens » de cacher quelque chose et de ne pas faire leur possible pour aider à découvrir le coupable. Ayant recueilli des témoignages extérieurs selon lesquels René et Francine Josselin ont rencontré séparément le même homme pendant la journée précédant le crime, le commissaire, à contrecœur, pousse la veuve dans ses derniers retranchements ; celle-ci se décide enfin à parler. L'assassin n'est autre que Philippe de Lancieux, frère cadet de Francine. Orphelin de mère, renvoyé de plusieurs établissements scolaires, rejeté par un père alcoolique, Philippe s'est senti abandonné lorsque sa sœur s'est mariée ; devenu mythomane, il a mené une vie dissolue, soutirant de l'argent à sa sœur et à son beau-frère, trop indulgents à son égard. Pourquoi a-t-il fini par tuer René Josselin ? Serait-ce parce que ce dernier aurait refusé de lui donner une nouvelle somme importante ? Sa sœur ne veut pas le savoir, car elle se sent responsable des fautes de ce frère qu'elle a quitté pour se marier. Par son silence, elle a voulu lui donner le temps de s'enfuir, bien qu'il ait tué l'homme qu'elle aimait. 
Quelques mois plus tard, Philippe est retrouvé assassiné, victime d'un règlement de comptes dans le milieu.

## Aspects particuliers du roman
La famille au sein de laquelle se déroule l’enquête n’est composée que de « braves gens » qui n’ont rien à se reprocher. C’est aussi par bonté de cœur qu’ils ne livrent pas le nom du coupable, bien qu’ils aient tous deviné qui est le meurtrier. 
Par le faisceau de témoignages recueillis au cours de l’enquête, la personne de la victime, René Josselin, est évoquée à petites touches, de sorte qu’il apparaît ainsi, rétroactivement, comme la figure centrale du roman.

## Fiche signalétique de l'ouvrage

### Cadre spatio-temporel

#### Espace
Paris, rue Notre-Dame-des-Champs, dans le quartier du même nom.

#### Temps
Époque contemporaine ; l’enquête dure deux jours et se déroule en septembre.

### Les personnages

#### Personnage principal
René Josselin, la victime. Directeur d’une cartonnerie retraité. Marié, une fille. Environ 65 ans.

#### Autres personnages
- Francine Josselin, née de Lancieux, épouse de la victime, 51 ans
- Véronique Fabre, née Josselin, fille de René et Francine Josselin, mariée, deux enfants
- Paul Fabre, mari de Véronique, médecin pédiatre
- Philippe de Lancieux, frère de Francine, 43 ans.

## Éditions
- Prépublication en feuilleton dans le quotidien Le Figaro, n° 5518-5541 du 31 mai au 27 juin 1962
- Édition originale : Presses de la Cité, 1962
- Tout Simenon, tome 11, Omnibus, 2003  (ISBN 978-2-258-06052-4)
- Livre de Poche, n° 14249, 2004  (ISBN 978-2-253-14249-2)
- Tout Maigret, tome 7, Omnibus,  2019  (ISBN 978-2-258-15048-5)

## Adaptation
- Sous le titre Keishi to zenryōna hitobito, téléfilm japonais de Fujita Meiji, avec Kinya Aikawa (Commissaire Maigret), diffusé en 1978
- Maigret et les Braves Gens, téléfilm français de Jean-Jacques Goron avec Jean Richard, diffusé en 1982.

## Source
- Maurice Piron, Michel Lemoine, L'Univers de Simenon, guide des romans et nouvelles (1931-1972) de Georges Simenon, Presses de la Cité, 1983, p. 370-371  (ISBN 978-2-258-01152-6)